# عزلة

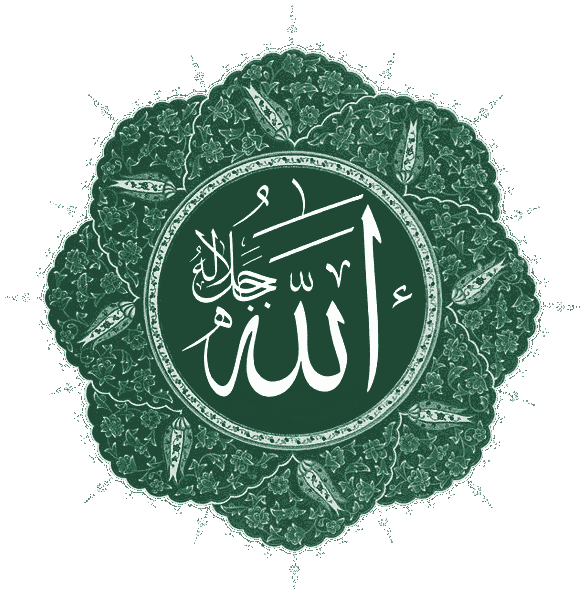
eser

العزلة هي حالة من الانعزال بمعنى عدم وجود اتصال مع الناس، وقد يتسبب في العزلة العلاقات السيئة، فقدان أحباء، اختيار متعمد، أمراض معدية، اضطرابات نفسية، اضطرابات عصبية عضوية، أو ظروف العمل.
تعريف العزلة السلبية: تنشأ العزلة السلبية كرد فعل بسبب تراكم ضغوطات نفسية وحوادث نفسية كبيرة كفقدان شخص مقرب وعزيز مثل احد الوالدين وتترك ندبة عميقة في نفسية الشخص والأسواء انها تكبر معا مرور الوقت ان لم تعالج في وقتها.
غالباً تُقَدَّر أهمية العزلة قصيرة المدى، كالوقت الذي يقضيه الشخص في العمل أو التفكير أو الراحة بدون ازعاج، كما أن العزلة قصيرة المدى قد تكون مطلوبة من أجل الخصوصية.
هناك فرق واضح بين العزلة والوحدة، حيث تشير العزلة إلى السعادة بكون الشخص بمفرده، بينما تشير الوحدة إلي تألمه من كونه بمفرده.

## التأثيرات الصحية
غالبا ما تتضمن أعراض العزلة التامة (والتي تسمي أيضا الحرمان الحسي) القلق والأوهام الحسية، أو حتى تشوهات في الوقت والإدراك، ومع ذلك فهذه الحالة تحدث عندما لا يكون هناك أية تحفيز للأنظمة الحسية على الإطلاق، وليس مجرد عدم التواصل مع الناس، ولذا يمكن تجنب هذه الحالة من خلال وجود أشياء أخرى تحافظ علي العقل في حالة من الانشغال.
العزلة طويلة المدي غالبا ما ينظر إليها علي أنها غير مرغوب فيها، كما أنها تسبب الشعور بالوحدة أو الانزواء الناتج عن عدم القدرة على إقامة علاقات تفاعلية، وعلاوة على ذلك، قد تؤدي إلى الاكتئاب.
اعتبرت العزلة القسرية (الحبس الانفرادي) طريقة للعقاب على مر التاريخ، وغالبا ما ينظر إليها على أنها شكل من أشكال التعذيب، وفي المقابل، فإن هناك بعض الحالات النفسية (مثل الشيزوفرينيا، واضطراب الشخصية الانعزالية) مرتبطة بقوة بميلها إلي البحث عن العزلة، وفي التجارب على الحيوانات تَبَيّن أن العزلة تسبب الذهان.
العزلة العاطفية هي حالة من العزلة يمتلك فيها الشخص شبكة اجتماعية تعمل بشكل جيد، لكنه لا يزال يشعر بانفصاله عاطفيا عن الآخرين.

## الآثار النفسية
توجد آثار نفسية للعزلة، إيجابية وسلبية على حد سواء، وفي أغلب الأوقات تحدد طبيعة ومدي هذه الآثار بمقدار الوقت الذي يقضيه الشخص في العزلة، ويمكن أن تتراوح الآثار الإيجابية من الحرية إلي زيادة الروحانية، في حين أن الآثار السلبية تسبب الحرمان الاجتماعي وقد تؤدي إلى ظهور المرض العقلي، وفي الوقت الذي تكون فيه العزلة الإيجابة مطلوبة غالبا، فإن العزلة السلبية في كثير من الأحيان تكون لا إرادية أو غير مرغوب فيها أثناء حدوثها.

### الآثار الإيجابية
هناك العديد من الفوائد في قضاء بعض الوقت بصورة منفردة، وتُعتبر الحرية واحدة من هذه الفوائد، حيث أن قيود الآخرين لن يكون لها أي تأثير على الشخص الذي يمضي وقتا في عزلتة، وبالتالي فإن ذلك يعطي الشخص مجال أكبر لأعماله، وبزيادة الحرية تكون قرارات الشخص أقل عرضة للتأثر بالتبادل مع الآخرين، كما يمكن تحفيز ابداع الشخص بإعطائه قدرا من الحرية، فالعزلة يمكنها أن تزيد من الحرية وعلاوة على ذلك، فالحرية من مشتتات الانتباه تولد القدرة على إثارة الإبداع.
في عام 1994، وجد أحد علماء النفس أن المراهقين الذين لا يستطيعون تحمل أن يكونوا بمفردهم، عادة ما يقف عندهم تعزيز المواهب الإبداعية.
هناك فائدة مؤكدة أخرى للعزلة وهي تطوير الذات، فعندما يقضي الشخص وقتا معزولا عن الآخرين، فإنه قد يواجه تغييرات في مفهوم الذات لديه، وهذا يمكن أن يساعد الشخص على تشكيل أو اكتشاف هويته بعيدا عن التشتت الخارجي، كما توفر العزلة وقت للتأمل والنمو في الروحانية الشخصية، وفي هذه الحالات من العزلة يمكن تجنب الشعور بالوحدة مادام أن الشخص المنعزل يعرف أن لديه علاقات ذات معنى مع الآخرين.

### الآثار السلبية
الكثير من العزلة لا يعتبر دائما شيء مفيد، وقد لوحظ العديد من الآثار السلبية في السجناء، ففي كثير من الأحيان، يقضي السجناء وقتا طويلا في العزلة، حيث تسوء سلوكياتهم أكثر ، كما يمكن أن تطلق العزلة عدد من الاستجابات الفسيولوجية التي تزيد من المخاطر الصحية.
الآثار السلبية للعزلة قد تعتمد أيضا على العمر، فأطفال المدارس الابتدائية الذين يعانون من العزلة المتكررة قد يتفاعلون بصورة سلبية ، وهذا يرجع إلى حد كبير في أن العزلة في هذا العصر ليست شيئا من اختيار الطفل، كما قد تحدث العزلة عند الأطفال في سن الابتدائية عندما يكون الطفل غير متأكد من كيفية التفاعل اجتماعيا مع الآخرين، ولذلك يفضل أن يكون وحده، مما يتسبب في الخجل أو الرفض الاجتماعي.
في حين أنه من المرجح أن يشعر المراهقين بالوحدة أو الحزن عند تواجد الآخرين حولهم، فإن المراهقين أيضا أكثر عرضة للتجربة الأكثر متعة مع الآخرين إذا قضوا وقت بصورة منفردة أولا، ومع ذلك، فإن المراهق الذي كثيرا ما يقضي وقته منفرد، لا يكون لدية القدرة الجيدة علي التكيف مقارنة بالمراهق الذي يوازن وقته من العزلة مع وقته الاجتماعي.

## استخدامات أخرى

### استخدامها كمتعة
العزلة لا تعني بالضرورة الشعور بالوحدة، ففي واقع الأمر قد تكون العزلة بالنسبة لأولئك الذين يختارونها بشكل متعمد مصدر وحيد للمتعة الحقيقية، على سبيل المثال، في السياقات الدينية يفضل بعض القديسين الصمت ويجدون متعة هائلة في التوحد المتصور مع الإله، وكذلك فإن بوذا وصل التنوير من خلال استخدامات التأمل، والحرمان من المدخلات الحسية، والضروريات الجسدية، والرغبات الخارجية، بما في ذلك التفاعل الاجتماعي، ويُعتبر سياق العزلة هو تحقيق المتعة من الداخل.

### استخدامها كعقاب
تستخدم العزلة في شكل الحبس الانفرادي للسجناء المتهمين بارتكاب جرائم خطيرة كنوع من العقاب أو لاحتياطات أخرى في العديد من البلدان في جميع أنحاء العالم، كما تستخدم تجاه أولئك الذين قد يكونوا عرضة للخطر في ساحة السجن، أو الذين قد يحاولون الانتحار، أو غير القادرين على مشاركة نزلاء السجون بسبب المرض أو الإصابة، وقد وجدت الأبحاث أن الحبس الانفرادي لا يردع السجناء عن ارتكاب المزيد من أعمال العنف في السجن.

### استخدامها كعلاج
أحيانا تستخدم مستشفيات الأمراض النفسية العزلة الكاملة أو الجزئية لبعض المرضى، وخاصة النوع العنيف أو التخريبي، من أجل توجيه احتياجاتهم الخاصة ولحماية باقي المرضي من نفوذهم أو التأثير السلبي عليهم.

## العزلة في الدين الإسلامي
العُزلة موجودة منذ عهد الرِّسالات، بَيْد أن الرسل والأنبياء أنفسهم لما رأوا تكذيب قومهم لهم، واستمرارهم على كفرهم، وعدم الانقياد لطاعة ربهم، اعتزلوهم ومايعبدون من دون الله عزوجل، فحَاق بقومهم ماكانوا به يستهزؤون، وحل بساحتهم العذاب الهُون.
قال تعالى:«فَلَمَّا اعْتَزَلَهُمْ وَمَا يَعْبُدُونَ مِن دُونِ اللَّهِ وَهَبْنَا لَهُ إِسْحَقَ وَيَعْقُوبَ وَكُلاًّ جَعَلْنَا نَبِيًّا»، (مريم:49)
ولقد جاء في خبر من قبلنا أنهم ترهبنوا، فكانوا يفرون إلى الجبال والصحاري ليخلصوا من الفتنة في دينهم، فيقطعون أنفسهم عن مخالطة الناس، وعن الزواج والنسل.
ولقد بقيت من العزلة بقايا في الشرع الإسلامي، وجاءت بها نصوص وآثار، وجاءت بضدها نصوص أيضا وآثار، فكان أن تنازعهما طرفان من أهل العلم، فبين مستحب لها على المخالطة، وبين مستحب للمخالطة على العزلة، والأمر لابد له من ضابط وإلا خرج عن حد الشرع، فبعض الصالحين قد يدفعه يأسه من عدم قدرته على التغيير إلى اعتزال أهل الباطل ولو كانوا من قرابته وإن كان يستطيع أن يغير من واقع من حوله وهدايتهم لكن مع شيء من الجهد والتعب.

### تعريف العزلة
العُزلة في اللغة: «تَعَاَزَلَ القومُ انْعَزَلَ بَعْضُهم عن بَعَض والعُزْلةُ الانْعِزال نفسُه يقال العُزْلةُ عِبادة وكُنْتُ بمَعْزِلٍ عن كذا وكذا أَي كُنْتُ بموْضع عُزْلةٍ منه واعْتَزَلْتُ القومَ أَي فارَقْتهم وتَنَحَّيت عنهم».
وفي الاصطلاح: «هي الخروج عن مخالطة الخلق بالانزواء والانقطاع».
والعزلة الدينية عزلة عن الشرِّ وفضولِ المباحِ، وهي ممّا يشرحُ الخاطر ويُذهبُ الحزن وهي الواردة في الأثر عن عمر بن الخطاب : «خذوا حظكم من العزلة». وقال: «العزلة راحة من خليط السوء».
والحظ أي: النصيب، فكأنه يقول لكل مسلم نصيب في العزلة فليأخذ نصيبه منها ولا يفرط فيه، فعندما يخلو الإنسان بنفسه يراجعها ويحاسبها وفي ذلك سبيل لإصلاحها.
"ونُسِب إلى محمد بن سيرين وسعيد بن المسيب قولهما: "العزلة عبادة". وذكر عبد الله بن حبيق قال لي يوسف بن أسباط قال لي سفيان الثوري وهو يطوف حول الكعبة والذي لا إله إلا هو لقد حلت العزلة وقال بعض الحكماء الحكمة عشرة أجزاء تسعة منها في الصمت والعاشرة عزلة الناس قال وعالجت نفسي على الصمت فلم أظفر به فرأيت أن العاشرة خير الأجزاء وهي عزلة الناس.

### أقوال العلماء في التفاضل بين العزلة والخلطة
قال ابن عبد البر: وقد جعلت طائفة من العلماء العزلة اعتزال الشر وأهله بقلبك وعملك وإن كنت بين ظهرانيهم ذكر ابن المبارك قال حدثنا وهيب بن الورد قال جاء رجل إلى وهب بن منبه فقال إن الناس قد وقعوا فيما فيه وقعوا وقد حدثت نفسي أن لا أخالطهم فقال لا تفعل إنه لا بد لك من الناس ولا بد لهم منك ولك إليهم حوائج ولهم إليك حوائج ولكن كن فيهم أصم سميعا أعمى بصيرًا سكوتًا نطوقًا وقال ابن المبارك في تفسير العزلة أن تكون مع القوم فإذا خاضوا في ذكر الله فخض معهم وإن خاضوا في غير ذلك فاسكت".
ونقل ابن حجر والعيني عن قوم: تفضيل العزلة، لكن يشترط أن يكون عارفا بوظائف العبادة التي تلزمه وما يكلف به، لما فيها من السلامة المحققة وذلك عند ظهور الفتن وفساد الناس، إلا أن يكون الإنسان له قدرة على إزالة الفتنة، فإنه يجب عليه السعي في إزالتها بحسب الحال والإمكان.
قال الكرماني: (المختار في عصرنا تفضيل الانعزال لندرة خلو المحافل عن المعاصي)، واحتجوا بقوله تعالى حكاية عن إبراهيم : «وأعتزلكم وما تدعون من دون الله وأدعو ربي عسى ألا أكون بدعاء ربي شقيا فلما اعتزلهم وما يعبدون من دون الله وهبنا له إسحاق ويعقوب وكلا جعلنا نبيا»،(سورة مريم:48). وبحديث عقبة بن عامر الجهني  قال: قلت يا رسول الله ما النجاة قال: أمسك عليك لسانك وليسعك بيتك وابك على خطيئتك.
وقال ابن عبد البر في الكلام على قوله ﷺ: «ألا أخبركم بخير الناس منزلا رجل آخذ بعنان فرسه يجاهد في سبيل الله ألا أخبركم بخير الناس منزلة بعده رجل معتزل في غنيمة له يقيم الصلاة ويؤتي الزكاة ويعبد الله لا يشرك به شيئا» «وأما قوله» خير الناس بعده رجل معتزل في غنيمة له" ففي ذلك حض على الانفراد عن الناس واعتزالهم والفرار عنهم وقد فضلها رسول الله ﷺ كما ترى وفضلها جماعة العلماء والحكماء لا سيما في زمن الفتن وفساد الناس وقد يكون الاعتزال عن الناس مرة في الجبال والشعاب ومرة في السواحل والرباط ومرة في البيوت وقد جاء في غير هذا الحديث إذا كانت الفتنة فاخف مكانك وكف لسانك ولم يخص موضعا من موضع..".
وأما في غير الفتن فقد اختلف العلماء في المفاضلة بين العزلة والخلطة:
- فذهب إلى اختيار العزلة، وتفضيلها على المخالطة: سفيان الثوري، وإبراهيم بن أدهم، وداود الطائي، والفضيل بن عياض، وسليمان الخواص، ويوسف بن أسباط، وحذيفة المرعشي، وبشر الحافي.
- وذهب إلي فضل المخالطة: سعيد بن المسيب، والشَّعبي، وابن أبي ليلى، وهشام بن عروة، وابن شبرمة، وشريح القاضي، وشريك بن عبد الله، وسفيان بن عيينة، وعبد الله بن المبارك، ومحمد بن إدريس الشافعي، وأحمد بن حنبل، وجماعة.

والصواب أن يقال أنه لا يمكن التفريق بينهما ولا يمكن الاستغناء بأحدهما عن الآخر، فلكل منهما أثر على المجتمع والفرد في تربية النفس.
وقال ابن حجر نقلاً عن الخطابي: "أن العزلة والاختلاط يختلفان باختلاف متعلقاتهما، فتحمل الأدلة الواردة في الحض على الاجتماع على ما يتعلق بطاعة الأئمة وأمور الدين وعكسها في عكسه وأما الاجتماع والافتراق بالأبدان فمن عرف الاكتفاء بنفسه في حق معاشه ومحافظة دينه فالأولى له الانكفاف عن مخالطة الناس بشرط أن يحافظ على الجماعة والسلام والرد وحقوق المسلمين من العيادة وشهود الجنازة ونحو ذلك والمطلوب إنما هو ترك فضول الصحبة، لما في ذلك من شغل البال وتضييع الوقت عن المهمات ويجعل الاجتماع بمنزلة الاحتياج إلى الغداء والعشاء، فيقتصر منه على ما لا بد له منه فهو روح البدن والقلب.
وقال الغزالي: "إن وجدت جليسا يذكرك الله رؤيته وسيرته فالزمه ولا تفارقه، واغتنمه ولا تستحقره، فإنها غنيمة المؤمن وضالة المؤمن، وتحقق أن الجليس الصالح خير من الوحدة، وأن الوحدة خير من الجليس السوء.

### النصوص الشرعية في العزلة والخلطة
قال عز وجلّ: "﴿إِذْ أَوَى الْفِتْيَةُ إِلَى الْكَهْفِ فَقَالُوا رَبَّنَا آتِنَا مِنْ لَدُنْكَ رَحْمَةً وَهَيِّئْ لَنَا مِنْ أَمْرِنَا رَشَدًا﴾" (الكهف:10).
قال القرطبي: "هذه الآية صريحة في الفرار بالدين وهجرة الأهل والبنين والقرابات والأصدقاء والأوطان والأموال خوف الفتنة وما يلقاه الإنسان من المحنة وقد خرج النبي ﷺ فارًا بدينه وكذلك أصحاب..
قال ابن كثير: «وهذا هو المشروع عند وقوع الفتن في الناس، أن يفر العبد منهم خوفًا على دينه، كما جاء في الحديث:» يوشك أن يكون خيرُ مال أحدكم غنمًا يتبع بها شغف الجبال ومواقع القَطْر، يفر بدينه من الفتن«ففي هذه الحال تشرع العزلة عن الناس، ولا تشرع فيما عداها، لما يفوت بها من ترك الجماعات والجمع.».
عن أبي سعيد الخدري  قال: قال رسول الله ﷺ «يوشك أن يكون خير مال المسلم غنم، يتبع بها شعف الجبال ومواقع القطر، يفر بدينه من الفتن».
قال ابن حجر:
"والخبر دال على فضيلة العزلة لمن خاف على دينه وقد اختلف السلف في أصل العزلة فقال الجمهور الاختلاط أولى لما فيه من اكتساب الفوائد الدينية للقيام بشعائر الإسلام وتكثير سواد المسلمين وإيصال أنواع الخير إليهم من إعانة وإغاثة وعيادة وغير ذلك.
قال النووي: المختار تفضيل المخالطة لمن لا يغلب على ظنه أنه يقع في معصية فإن أشكل الأمر فالعزلة أولى.
وقال غيره: يختلف باختلاف الأشخاص فمنهم من يتحتم عليه أحد الأمرين ومنهم من يترجح وليس الكلام فيه بل إذا تساويا فيختلف باختلاف الأحوال فان تعارضا اختلف باختلاف الأوقات فمن يتحتم عليه المخالطة من كانت له قدرة على إزالة المنكر فيجب عليه إما عينا وإما كفاية بحسب الحال والإمكان وممن يترجح من يغلب على ظنه أنه يسلم في نفسه إذا قام في الأمر بالمعروف والنهي عن المنكر وممن يستوي من يأمن على نفسه ولكنه يتحقق أنه لا يطاع وهذا حيث لا يكون هناك فتنة عامة فان وقعت الفتنة ترجحت العزلة لما ينشأ فيها غالبا من الوقوع في المحذور وقد تقع العقوبة بأصحاب الفتنة فتعم من ليس من أهلها كما قال تعالى: «واتقوا فتنة لا تصيبن الذين ظلموا منكم خاصة» ويؤيد التفصيل المذكور حديث أبي سعيد أيضا: «خير الناس رجل جاهد بنفسه وماله ورجل في شعب من الشعاب يعبد ربه ويدع الناس من شره».
قال الخطابي: «قال أبو سليمان فالعزلة إنما تنفع العلماء العقلاء وهي من أضر شيء على الجهال وقد روينا عن إبراهيم، أنه قال لمغيرة: تفقه ثم اعتزل.».
قال ابن قدامة المقدسي:
«فأما من تعلم الفرض ورأى أنه لا يتأتى منه الخوض في العلوم، ورأى الاشتغال بالعبادة، فليعتزل. وإن كان يقدر على التبرز في علوم الشرع فالعزلة في حقه قبل التعلم غاية الخسران. ولهذا قال الربيع بن خثيم: تفقه ثم اعتزل، والعلم أصل الدين، ولا خير في عزلة العوام . سئل بعض العلماء : ما تقول في عزلة الجاهل؟ فقال : خبال ووبال، فقيل له: فالعالم؟ فقال : مالك ولها، دعها حذاؤها وسقاؤها، ترد الماء، وتأكل الشجر حتى يلقاها ربها .».
وقال القاسمي: «وبالجملة فلا تستحب العزلة إلا لمستغرق الأوقات في علم بحيث لو خالطه الناس لضاعت أوقاته أو كثرت آفاته.».
قال شيخ الإسلام ابن تيمية:
" فأما الخلوة والعزلة والانفراد المشروع فهو ما كان مأمورا به أمر إيجاب أو استحباب.
فالأول: كاعتزال الأمور المحرمة ومجانبتها كما قال تعالى: ﴿وإذا رأيت الذين يخوضون في آياتنا فأعرض عنهم حتى يخوضوا في حديث غيره﴾ ومنه قوله تعالى عن الخليل: ﴿فلما اعتزلهم وما يعبدون من دون الله وهبنا له إسحاق ويعقوب وكلا جعلنا نبيا﴾ وقوله عن أهل الكهف: ﴿وإذ اعتزلتموهم وما يعبدون إلا الله فأووا إلى الكهف﴾ فإن أولئك لم يكونوا في مكان فيه جمعة ولا جماعة ولا من يأمر بشرع نبي فلهذا أووا إلى الكهف وقد قال موسى: ﴿وإن لم تؤمنوا لي فاعتزلون﴾. وأما اعتزال الناس في فضول المباحات وما لا ينفع وذلك بالزهد فيه فهو مستحب وقد قال طاوس: نعم صومعة الرجل بيته يكف فيه بصره وسمعه. وإذا أراد الإنسان تحقيق علم أو عمل فتخلى في بعض الأماكن مع محافظته على الجمعة والجماعة فهذا حق كما في الصحيحين: «أن النبي ﷺ سُئل: أي الناس أفضل ؟ قال: رجل آخذ بعنان فرسه في سبيل الله كلما سمع هيعة طار إليها يتتبع الموت مظانه، ورجل معتزل في شعب من الشعاب يقيم الصلاة ويؤتي الزكاة ويدع الناس إلا من خير».
وقال أيضا: "فحقيقة الأمر: أن "الخلطة" تارة تكون واجبة أو مستحبة والشخص الواحد قد يكون مأمورا بالمخالطة تارة وبالانفراد تارة. وجماع ذلك: أن "المخالطة" إن كان فيها تعاون على البر والتقوى فهي مأمور بها وإن كان فيها تعاون على الإثم والعدوان فهي منهي عنها فالاختلاط بالمسلمين في جنس العبادات: كالصلوات الخمس والجمعة والعيدين وصلاة الكسوف والاستسقاء ونحو ذلك هو مما أمر الله به ورسوله. وكذلك الاختلاط بهم في الحج وفي غزو الكفار والخوارج المارقين وإن كان أئمة ذلك فجارًا وإن كان في تلك الجماعات فجار وكذلك الاجتماع الذي يزداد العبد به إيمانا: إما لانتفاعه به وإما لنفعه له ونحو ذلك. ولا بد للعبد من أوقات ينفرد بها بنفسه في دعائه وذكره وصلاته وتفكره ومحاسبة نفسه وإصلاح قلبه وما يختص به من الأمور التي لا يشركه فيها غيره فهذه يحتاج فيها إلى انفراده بنفسه؛ إما في بيته، كما قال طاوس: نعم صومعة الرجل بيته يكف فيها بصره ولسانه ، وإما في غير بيته. فاختيار المخالطة مطلقا خطأ واختيار الانفراد مطلقا خطأ.
وأما مقدار ما يحتاج إليه كل إنسان من هذا وهذا وما هو الأصلح له في كل حال فهذا يحتاج إلى نظر خاص."
قال ابن القيم في بيان قاعدة نافعة فيما يعتصم به العبد من الشيطان ويستدفع به شره ويحترز به منه وأن من أسباب دخول الشيطان على ابن آدم فضول المخالطة: "ففضول المخالطة فيه خسارة الدنيا والآخرة وإنما ينبغي للعبد أن يأخذ من المخالطة بمقدار الحاجة ويجعل الناس فيها أربعة أقسام متى خلط أحد الأقسام بالآخر ولم يميز بينهما دخل عليه الشر.
- أحدها:

من مخالطته كالغذاء لا يستغنى عنه في اليوم والليلة فإذا أخذ حاجته منه ترك الخلطة ثم إذا احتاج إليه خالطه هكذا على الدوام وهذا الضرب أعز من الكبريت الأحمر وهم العلماء بالله تعالى وأمره ومكايد عدوه وأمراض القلوب وأدويتها الناصحون لله تعالى ولكتابه ولرسوله ولخلقه فهذا الضرب في مخالطتهم الربح كله .
- القسم الثاني:

من مخالطته كالدواء يحتاج إليه عند المرض فما دمت صحيحا فلا حاجة لك في خلطته وهم من لا يستغنى عنه مخالطتهم في مصلحة المعاش وقيام ما أنت محتاج إليه من أنواع المعاملات والمشاركات والاستشارة والعلاج للأدواء ونحوها فإذا قضيت حاجتك من مخالطة هذا الضرب بقيت مخالطتهم كالداء.
- القسم الثالث:

وهم من مخالطته كالداء على اختلاف مراتبه وأنواعه وقوته وضعفه فمنهم من مخالطته كالداء العضال والمرض المزمن وهو من لا تربح عليه في دين ولا دنيا ومع ذلك فلا بد من أن تخسر عليه الدين والدنيا أو أحدهما فهذا إذا تمكنت مخالطته واتصلت فهي مرض الموت المخوف ومنهم من مخالطته كوجع الضرس يشتد ضربا عليك فإذا فارقك سكن الألم ومنهم من مخالطته حمى الروح وهو الثقيل البغيض العقل الذي لا يحسن أن يتكلم فيفيدك ولا يحسن أن ينصت فيستفيد منك ولا يعرف نفسه فيضعها في منزلتها بل إن تكلم فكلامه كالعصي تنزل على قلوب السامعين مع إعجابه بكلامه وفرحه به فهو يحدث من فيه كلما تحدث ويظن أنه مسك يطيب به المجلس وإن سكت فأثقل من نصف الرحى العظيمة التي لا يطاق حملها ولا جرها على الأرض ويذكر عن الشافعي أنه قال: «ما جلس إلى جانبي ثقيل إلا وجدت الجانب الذي هو فيه أنزل من الجانب الآخر» ورأيت يوما عند شيخنا رجلا من هذا الضرب والشيخ يحمله وقد ضعف القوى عن حمله فالتفت إلي وقال: «مجالسة الثقيل حمى الربع ثم قال: لكن قد أدمنت أرواحنا على الحمى فصارت لها عادة» أو كما قال وبالجملة فمخالطة كل مخالف حمى للروح فعرضية ولازمة ومن نكد الدنيا على العبد أن يبتلى بواحد من هذا الضرب وليس له بد من معاشرته ومخالطته فليعاشره بالمعروف حتى يجعل الله له فرجًا ومخرجًا.
- القسم الرابع:

من مخالطته الهلك كله ومخالطته بمنزلة أكل السم فإن اتفق لأكله ترياق وإلا فأحسن الله فيه العزاء وما أكثر هذا الضرب في الناس لا كثرهم الله وهم أهل البدع والضلالة الصادون عن سنة رسول الله الداعون إلى خلافها".
وقال الملا علي القاري: "والمختار هو التوسط بين الغزلة عن أكثر الناس وعوامهم، والخلطة بالصالحين والاجتماع مع عامتهم في نحو جمعهم وجماعاتهم."
وقال الخطابي:
"ولسنا نريد بهذه العزلة التي نختارها مفارقة الناس في الجماعات والجمعات وترك حقوقهم في العبادات وإفشاء السلام ورد التحيات وما جرى مجراها من وظائف الحقوق الواجبة لهم ووضائع السنن والعادات المستحسنة فيما بينهم فإنها مستثناة بشرائطها جارية على سبلها ما لم يحل دونها حائل شغل ولا يمنع عنها مانع عذر، إنما نريد بالعزلة ترك فضول الصحبة ونبذ الزيادة منها وحط العلاوة التي لا حاجة بك."
واحتج القائلون بأفضلية المخالطة: بأن الله سبحانه وتعالى أمر بالاجتماع، وحض عليه، ونهى عن الافتراق وحذر منه، فقال تعالى ذكره: «واعتصموا بحبل الله جميعا ولا تفرقوا واذكروا نعمة الله عليكم إذ كنتم أعداء فألف بين قلوبكم فأصبحتم بنعمته إخوانا» ~(سورة آل عمران: 103). وأعظم المنة على المسلمين في جمع الكلمة وتأليف القلوب منهم فقال عز وجل: «وألف بين قلوبهم لو أنفقت ما في الأرض جميعا ما ألفت بين قلوبهم ولكن الله ألف بينهم»،(سورة الأنفال: 63). واحتجوا بأحاديث نبوية منها: ما جاء عن ابن عمر  قال: قال رسول الله ﷺ: «المؤمن الذي يخالط الناس ويصبر على أذاهم، خير من المؤمن الذي لا يخالطهم ولا يصبر على أذاهم».
قالوا: إن المخالطة فيها اكتساب الفوائد، وشهود شعائر الإسلام، وتكثير سواد المسلمين، وإيصال الخير إليهم ولو بعيادة المرضى، وتشييع الجنائز، وإفشاء السلام، والأمر بالمعروف والنهي عن المنكر، والتعاون على البر والتقوى، وإعانة المحتاج، وحضور جماعاتهم، وغير ذلك مما يقدر عليه كل أحد.

### فوائد العزلة
- الفائدة الأولى:

تقوية الصلة بالله عز وجل وهذا أهم الجوانب وآكدها، فكل مابعده إنما هو ثمرة ونتيجة له، ومن وسائل تحقيق ذلك: عناية الإنسان بالفرائض واجتناب المعاصي، ومحاسبة النفس على ذلك ومبادرتها بالعلاج حين التقصير، وبعد ذلك استزادته من النوافل كنوافل الصلاة، ونوافل الصدقة والصيام والتلاوة والذكر.
- الفائدة الثانية:

التفرغ للفكر والاستئناس بمناجاة الله تعالى عن مناجاة الخلق فإن ذلك يستدعى فراغاً، ولا فراغ مع المخالطة، فالعزلة وسيلة إلى ذلك خصوصاً في البداية. قال أويس القرني : ما كنت أرى أن أحداً يعرف ربه فيأنس بغيره، ومن تيسر له بدوام الذكر الأنس بالله، أو بدوام الفكر تحقيق معرفة الله، فالتجرد لذلك أفضل من كل ما يتعلق بالمخالطة.
ويتضح هذا جليا في الحث على قيام الليل والناس نيام والحث على صلاة المرء في بيته عدا المكتوبة. ومن الأمثلة في ذلك قصة أصحاب الكهف الذين اعتزلوا قومهم فرارا بدينهم وتفرغا لعبادة الله، قال تعالى: «وإذ اعتزلتموهم وما يعبدون إلا الله فأووا إلى الكهف ينشر لكم ربكم من رحمته ويهيئ لكم من أمركم مرفقا»،(الكهف: 16). وكذلك اعتزال أهل الفسق والباطل ومفاصلتهم وخاصة أثناء مقارفتهم للمعاصي والمنكرات كي يسلم المرء من أذاهم وباطلهم كما قال إبراهيم عليه السلام لقومه: «وأعتزلكم وما تدعون من دون الله وأدعو ربي عسى ألا أكون بدعاء ربي شقيا»،(مريم: 48).
قيل لبعض الحكماء ما الذي أرادوا بالخلوة واختيار العزلة فقال يستدعون بذلك دوام الفكرة وتثبيت العلوم في قلوبهم ليحيوا حياة طيبة ويذوقوا حلاوة المعرفة. وقيل لبعضهم : ما أصبرك على الوحدة . فقال : ما أنا وحدي . أنا جليسي الله تعالى إذا شئت أن يناجيني قرأت كتابه وإذا شئت أن أناجيه صليت، وقال الفضيل: إذا رأيت الليل مقبلا فرحت وقلت: أخلو بربي ، وإذا رأيت الصبح أدركني استرجعت كراهية لقاء الناس وأن يجيئني من يشغلني عن ربي
- الفائدة الثالثة:

الابتعاد بالعزلة عن المعاصي التي يتعرض الإنسان لها غالبًا بالمخالطة، ويسلم منها في الخلوة، مثل: الغيبة، والنميمة، والرياء، والتزين للناس، ومسارقة الطبع من الأخلاق الرديئة، والأعمال الخبيثة التي يوجبها الحرص على الدنيا. وقد قال رسول الله ﷺ: تجد من شرار الناس يوم القيامة عند الله ذا الوجهين الذي يأتي هؤلاء بوجه وهؤلاء بوجه.
وقال الخطابي: ولو لم يكن في العزلة إلا السلامة من آفة الرياء والتصنع للناس وما يدفع إليه الناس إذا كان فيهم من استعمال المداهنة معهم والخداع المواربة في رضاهم لكان في ذلك ما يرغب في العزلة ويحرك إليها.
- الفائدة الرابعة:

الخلاص من الفتن والخصومات وصيانة الدين والنفس عن الخوض فيها والتعرض لأخطارها، وقلما تخلو البلاد عن تعصبات وفتن وخصومات، فالمعتزل عنهم في سلامة منها وقد روى ابن عمر ، أن النبى صلى الله عليه وآله وسلم ذكر الفتن، ووصفها وقال: «إذا رأيت الناس قد مرجت عهودهم، وخفت أماناتهم، وكانوا هكذا» وشبك بين أصابعه، فقمت إليه فقلت: كيف أفعل ند ذلك جعلني الله فداك؟ فقال: «الزم بيتك، واملك عليك لسانك، وخذ ما تعرف، ودع ما تنكر، وعليك بأمر خاصة نفسك، ودع عنك أمر العامة».
ويتأكد اعتزال الناس حينما تظهر الفتن برؤوسها، قال ﷺ: إن بين أيديكم فتنا كقطع الليل المظلم، يصبح الرجل فيها مؤمنا ويمسي كافرا، القاعد فيها خير من القائم، والقائم فيها خير من الماشي، والماشي فيها خير من الساعي. قالوا: فما تأمرنا؟ قال : كونوا أحلاس بيوتكم.
فيتعين على الإنسان الاعتزال وذلك عندما لا يكون هناك فائدة من الأمر بالمعروف والنهي عن المنكر وليس من المستطاع الاحتفاظ بالمبادئ والقيم ويكون في هذه الحالة من الأولى التزام البيوت سلامة للدين وحفظا للذات من الانسلاخ.
- الفائدة الخامسة:

السلامة من شرور الناس وحسدهم، فإنهم يؤذونك مرة بالغيبة، ومرة بالنميمة، ومرة بسوء الظن، ومرة بالتهمة، ومرة بالأطماع الكاذبة، ومن خالط الناس لم ينفك من حاسد وعدو، وغير ذلك من أنواع الشر التي يلقاها الإنسان من معارفه، وفي العزلة خلاص من ذلك، وبالجملة أن ينقطعَ الناسُ عنك، وينقطع طمعك عن الناس.
وهذه الفائدة متحصلة في كل حال من اعتزال الناس. قال تعالى: ﴿ولا تمدن عينيك إلى ما متعنا به أزواجا منهم زهرة الحياة الدنيا لنفتنهم فيه ورزق ربك خير وأبقى﴾ (طه: 131).
وقال ﷺ: «انظروا إلى من أسفل منكم ولا تنظروا إلى من هو فوقكم فإنه أجدر ألا تزدروا نعمة الله».
وقال رجل لأخيه: أصحبك إلى الحج؟ فقال: دعنا نعش في ستر الله، فإنا نخاف أن يرى بعضنا من بعض ما نتماقت عليه. وهذه فائدة أخرى في العزلة، وهي بقاء الستر على الدين والمروءة وسائر العورات. بل إنها تعين المرء على عدم حب الاشتهار والظهور بين الناس.
وبالجملة فالعزلة استثمارُ العقلِ، وقطْفُ جَنَى الفكرِ، وراحةُ القلبِ، وسلامةُ العرْض، وموفورُ الأجرِ، والنهيُ عن المنكر، واغتنامُ الأنفاسِ في الطاعةِ، وتذكُّرُ الرحيمِ، وهجرُ الملهياتِ والمشغلاتِ، والفرارُ من الفتنِ، والبعدُ عن مداراةِ العدوِّ، وشماتةِ الحاقدِ، ونظراتِ الحاسدِ، ومماطلةِ الثقيلِ، والاعتذارِ على المعاتِبِ، ومطالبةِ الحقوقِ، ومداجاةِ المتكبِّرِ، والصبرِ على الأحمقِ.

### فوائد الخلطة
- الفائدة الأولى:

التَّعلم والتعليم، هناك علوماً لا يعذر المرء المسلم بجهلها وينبغي عليه أن يتعلمها وهذه غالبا لا يمكن تحصيلها بغير المخالطة. ووسائل تحصيله لا تخفى علينا إما من خلال الدراسة النظامية، أو من خلال مجالس العلم وحلقاته المقامة في المساجد، أو من خلال الأنشطة الشبابية حيث تقام فيها دروس علمية وحلقات علمية، أو من جانب البحث الفردي الذي يبذله صاحبه، من خلال القراءة والإطلاع، أو من خلال الاستماع للأشرطة العلمية والدروس العلمية.
كما يجب على من آتاه الله علما أو فقها ألا يكتمه ويحجر عليه، بل الواجب مخالطة أفراد المجتمع لتعليمهم وإفادتهم.
- الفائدة الثانية:

التأدب والتأديب، وهاتان اللفظتان تحمل معنى أخص من التعلم والتعليم. فالتأدب كما قال الإمام الغزالي يعني: الارتياض بمقاساة الناس والمجاهدة في تحمل أذاهم كسرا للنفس وقهرًا للشهوات.
والمقصود من ذلك ترويض النفس على التحلي بالأخلاق الفاضلة التي لا تظهر إلا بالاحتكاك مع الآخرين وكثرة التعامل معهم . ومن هذه الأخلاق التضحية والإيثار والتعاون والصفح عن الإساءة وغير ذلك.
أما التأديب فتعني ترويض الآخرين وتأديبهم وتهذيبهم. وهذا المقام يناسب حال المعلم مع طلابه والمربي مع مريديه أو العالم والشيخ مع أفراد مجتمعه، فيصبر على كثرة مخالطتهم وشغل أوقاته احتسابا لله ومتأسيا في ذلك بأحوال الدعاة الأوائل من سلف هذه الأمة الذين ندبوا أنفسهم وأوقاتهم في الدعوة إلى الله وتعليم الناس الخير. قال تعالى: «قل هذه سبيلي أدعو إلى الله على بصيرة أنا ومن اتبعني وسبحان الله وما أنا من المشركين» (يوسف: 108). وقال ﷺ: «المؤمن الذي يخالط الناس ويصبر على أذاهم خير من المؤمن الذي لا يخالط الناس ولا يصبر على أذاهم».
- الفائدة الثالثة:

التربية على العمل، إن الإنسان في حياته الخاصة حين يريد إتقان نشاط أو حرفة معينة، كالسباحة، أو قيادة السيارة -على سبيل المثال- حين يريد ذلك فإنه لايقتصر على الجانب النظري، وعلى سؤال من يجيدونها، بل يعتني بالتدريب والممارسة، والمهارات الدعوية كذلك فهي تُتقن من خلال التدريب والممارسة فحسن الإدارة والتدريس والخطابة كلها مهارات في حاجة للتدريب عليها.
- الفائدة الرابعة:

نيل الثواب وترويح النفس، ففي مخالطة الناس أداء بعض الفرائض والواجبات كحضور الجمع والجماعات وأداء الحقوق المفروضة بين المسلمين أنفسهم كعيادة المريض واتباع الجنائز وإجابة الدعوة وكذا حضور مجالس الذكر التي يباهي الله بها ملائكته، كما أن في اللقاء بالإخوان ترويحا للقلب وتهييجا لدواعي النشاط في العبادة والاستئناس بالمشاكلين والحديث معهم ولذا يوصي الإمام الغزالي في هذا المقام بوصية ثمينة فيقول: «وليحرص أن يكون حديثه عند اللقاء في أمور الدين وحكاية أحوال القلب وشكواه وقصوره عن الثبات على الحق والاهتداء إلى الرشد ففي ذلك متنفس ومتروح للنفس وفيه مجال رحب لكل مشغول بإصلاح نفسه فإنه لا تنقطع شكواه ولو عمر أعمارا طويلة، والراضي عن نفسه مغرور قطعا».
وفي أداء الجمع والجماعات وحضور اجتماعات إخوانه المسلمين تحقيق للعبودية المطلقة للخالق، والنفس بطبعها تضعف وتفتر أحيانا ولكنها تقوى وتثبت عند مخالطة مثيلاتها ممن يسيرون على ذات المنهج.
- الفائدة الخامسة:

معرفة الواقع المحيط بنا وكيد الأعداء، إن المسلم المعاصر يعيش في ظروف وملابسات تختلف عن تلك التي كان يعيشها إخوانه الذين سبقوه بالإيمان في العصور الماضية. فللباطل اليوم صولة وجولة، والجاهلية المعاصرة تخطو خطوات حثيثة وبوسائل حديثة لإقصاء تيار التربية الإسلامية عن التغيير في مجريات الأحداث لتعبيد العباد لرب العباد في الوقت الذي بذلت فيه تلك الجاهلية قصارى جهودها وإمكانيتها لتعبيد العباد للشهوات والطواغيت. ولقد نجحت في ذلك إلى حد كبير.
إن الإسلام اليوم لا يستقيم عموده فقط بدعاء شيخ في زوايا المسجد أو بإلقاء خطب رنانة جوفاء لا مكان لها في الواقع، ولا يستقيم كذلك بنشر تصريحات في الجرائد والمجلات بل لابد معرفة ورصد الخطط والمؤامرات التي يدبرها أولئك الأعداء ضد المسلمين عملا وتنفيذا لقوله تعالى: «وكذلك نفصل الآيات ولتستبين سبيل المجرمين» (الأنعام: 55)
فلا يمكن لمسلم اليوم أن يعيش بمعزل عن البيئة والأحداث ولا يمكن أن ينجو من أحابيل شياطين الإنس والجن إن لم يكن يقظا فطنا لما يجري حوله وما يقع تحت بصره ويده من مستجدات وأمور، ومعرفة الواقع تشمل العناية والاهتمام بأحوال المسلمين في أرجاء المعمورة لقوله ﷺ: «المؤمن من أهل الإيمان بمنزلة الرأس من الجسد يألم المؤمن لما يصيب أهل الإيمان كما يألم الرأس لما يصيب الجسد». ولقوله ﷺ من حديث النعمان بن بشير: «المؤمنون كرجل واحد إن اشتكى رأسه اشتكى كله وإن اشتكى عينه اشتكى كله».
إن دراسة الواقع وفهمه فهما جيدا من الأمور الهامة جدا في حياة المسلمين لأنها تتعلق ليس بالأفراد فحسب ولكن بالمجتمعات أيضا. وتعد مرحلة دراسة الواقع من المراحل المتقدمة المهمة في العودة بالإسلام عوداً حميداً
فالخلاصة فيما ذكر من فوائد العزلة والمخالطة أن لكل منهما حالات وأوقات، وهي تختلف من شخص لآخر حسب وضعه الاجتماعي وعلمه وفقهه وحسب الباعث له على أي منهما.

### ضوابط العزلة
- الضابط الأول:

أن يعتقد باعتزاله عن الخلق سلامة الناس من شره، ولا يقصد سلامته من شر الخلق، فإن الأول نتيجة استصغار نفسه، والثاني شهود مزيته على الخلق، ومن استصغر نفسه فهو متواضع ومن رأى لنفسه مزية على أحد فهو متكبر، وأن يكون خاليا من جميع الأذكار إلا ذكر ربه، خاليا من جميع الإرادات إلا رضا ربه، وخاليا من مطالبة النفس من جميع الأسباب، فإن لم يكن بهذه الصفة فإن خلوته توقعه في فتنة أو بلية.
- الضابط الثاني:

أن يترك الخصال المذمومة؛ لأن العزلة الحقيقية هي اعتزال الخصال المذمومة، فالتأثير لتبديل الصفات لا للتنائي عن الأوطان، وأن يأكل الحلال، ويقنع باليسير من المعيشة، ويصبر على ما يلقاه من أذى الجيران ، ويسد سمعه عن الإصغاء إلى ما يقال فيه من ثناء عليه بالعزلة وليكن له أهل صالحة، أو جليس صالح لتستريح نفسه إليه في اليوم ساعة من كد المواظبة، ففيه عون على بقية الساعات وليكن كثير الذكر للموت ووحدة القبر.
- الضابط الثالث:

عدم المبالغة في العزلة لكي لا يقع في الحرام.
كذلك العزلة، فإذا بالغ الإنسان في العزلة يقع في الحرام، فيترك الجمعة والجماعة، والأمر بالمعروف والنهي عن المنكر، وأداء حقوق الأخوة، وزيارة الأقارب والجيران، وصلة الرحم، وبر الوالدين، وأداء الحقوق وما أشبه ذلك؛ فالعدل مطلوب في هذه الأشياء.
- الضابط الرابع:

أن يكون عارفاً بوظائف العبادة التي تلزمه وما يكلف به لما فيها من السلامة المحققة وذلك عند ظهور الفتن وفساد الناس.

### ضوابط الخلطة
- الضابط الأول:

حفظ الوقت والاعتناء به، ويتأكد هذا الأمر في حق من اشتغلوا بدعوة غيرهم وتربيتهم؛ فهذا العمل يأخذ عليهم زبدة أوقاتهم، لكن الاعتناء بتنظيم الوقت والحزم مع النفس في ذلك مما يعينهم على أن يوفروا لأنفسهم قدرا من الوقت كان يضيع سدى؛ فيستثمروه في تربية أنفسهم والرقي بها، إن استغلال الوقت مهارة وقدرة يحتاج الشاب أن يربي نفسه عليها، وليست مجرد اقتناع من الإنسان بأهمية الوقت.
- الضابط الثاني:

التفاعل مع البرامج العامة، هناك برامج عامة يتلقاها الشاب مع إخوانه، كالدرس العلمي والمحاضرة وخطبة الجمعة واللقاءات الجماعية إلى غير ذلك، وهذه البرامج تحتاج منه إلى أن يتفاعل معها، من خلال التركيز والاستيعاب، ومن خلال أخذ النفس بالعمل والتطبيق بعد ذلك.
- الضابط الثالث:

الجماعية لمن أراد أن يختلط بالناس وكيف يكون ذلك؟ يقول محمد قطب :«وينبغي أن نذكر بصفة عامة أن التنمية النفسية الصحيحة لا تتم في كيان فرد يعيش بمفرده في عزلة عن الآخرين وفي هذه الفترة بالذات –وهو يتحدث عن فترة الشباب الباكر– كيف يتدرب الإنسان على الأخوة إذا لم يمارس الأخوة بمشاعرها؟ مع الإخوة الذين يربطهم به هذا الرباط؟ كيف يتدرب على التعاون إذا لم يقم بهذا الفعل مع أفراد آخرين؟ كيف يتعود أن يؤثر على نفسه إذا لم يكن هناك إلا نفسه؟ إن الوجود في الجماعة هو الذي ينمي هذه المشاعر وهذه الألوان من السلوك، والشاب الذي يعيش في عزلة عن الآخرين وإن حاول أن يستقيم على المنهج السليم تنمو بعض جوانب نفسه وتظل جوانب أخرى ضامرة؛ لأنها لا تعمل».
-بعض الشباب يقول: علي أن أنعزل لوحدي لأهتم بتربية نفسي، وهذا غير صحيح فالجماعية مهمة للتربية الذاتية لأمور:
أولاً: هناك أمور جماعية لا يمكن أن تؤديها إلا من خلال الجماعة، كمشاعر الأخوة والتعاون والإيثار والصبر على جفاء الآخرين.
ثانياً: من خلال الجماعة تجد القدوة الصالحة وهي مهمة للتربية.
ثالثاً: من خلال الجماعة تجد القدوة السيئة وهي أيضاً مهمة للتربية؛ فحين ترى فرداً سيئ الخلق تدرك كيف يخسر الآخرين، ومن ثم تدرك شؤم سوء الخلق، وترى إنساناً كسولاً فتدرك أثر الكسل والتفريط، إذاً أنت تحتاج إلى القدوة السيئة لا تلازمها وتعاشرها لكن عندما ترى هذا النموذج تجتنبه.
رابعاً: اكتشاف أخطاء النفس، وترويضها؛ فالإنسان الذي يعيش في عزلة يكون في الأغلب إنساناً حاداً في تعامله مع الآخرين، مثاليّاً في أحكامه وفي المشروعات التي يطرحها وعندما ينتقد الآخرين وعندما يوجههم، فهو مهما امتلك من القدرات تبقى لديه جوانب قصور واضحة، من خلال العزلة والسياج الذي فرضه على نفسه، ومن هنا نقول لابد من الجماعة في التربية الذاتية.
إذاً فمهما كنت في ميدان من ميادين الخير: ميدان أمر بالمعروف ونهي عن المنكر، أو ميدان تعليم علم، أو ميدان جهاد في سبيل الله، فلابد أن يكون لك نصيب -ولو كان يسيراً- تخلو فيه مع الله عز وجل، فتتلو فيه كتاب الله عز وجل وتتدبره، وتقوم الليل أو تصوم، فهذا زاد لك يعينك على هذا العمل الذي تفرغت له.
- الضابط الرابع:

ترك فضول الصحبة: لما في ذلك من شغل البال وتضييع الوقت عن المهمات وأن يجعل الاجتماع بمنزلة الاحتياج إلي الغذاء والعشاء فيقتصر منه على ما لابد منه فهو روح البدن والقلب.
- الضابط الخامس:

القصد في حالتي العزلة والخلطة: لأن الإغراق في كل شيء مذموم وخير الأمور أوسطها، والحسنة بين السيئتين.
قال الخطابي: والطريقة المثلى في هذا الباب ألا تمتنع من حق يلزمك للناس وإن لم يطالبوك به، وألا تنهمك لهم في باطل لا يجب عليك وإن دعوك إليه، فإن من اشتغل بما لا يعنيه فاته ما يعنيه، ومن انحل في الباطل جمد عن الحق، فكن مع الناس في الخير، وكن بمعزل عنهم في الشر، وتوخ أن تكون فيهم شاهدا كغائب وعالما كجاهل.

## وصلات خارجية
- Deresiewicz, William  [لغات أخرى]‏ (March 2010). Solitude and Leadership. "If you want others to follow, learn to be alone with your thoughts."